# Armando Hart

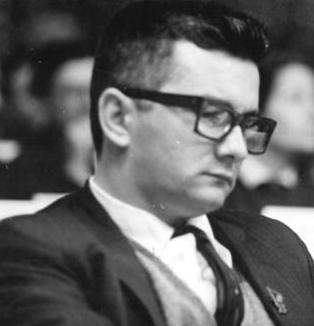
Armando Hart (1963)

Armando Hart Dávalos (* 13. Juni 1930 in Havanna, Kuba; † 26. November 2017 ebenda) war ein kubanischer Anwalt, Revolutionär und Politiker.
Sein Bruder Enrique war ebenfalls in der Revolutionsbewegung aktiv. Sein Vater, Enrique Hart Ramírez, war Richter. Dessen Vater war von Kentucky, USA, nach Kuba emigriert.

## Leben
Armando Hart gehörte seit 1947 der Juventud Ortodoxa (Orthodoxe Jugend) an und war Mitglied des 1952 kurz nach dem Putsch Fulgencio Batistas gegründeten Movimiento Nacional Revolucionario (National-Revolutionäre Bewegung), die von Rafael García Bárcena geführt wurde. Als dieser 1953 wegen des geplanten Marsches auf das Militärhauptquartier Campamento Militar de Columbia verhaftet und angeklagt wurde, war Hart sein Verteidiger vor Gericht. Im Juni 1955 war Hart Gründungsmitglied der von Fidel Castro in Havanna ausgerufenen „Bewegung des 26. Juli“.
Er nahm an der Seite von Frank País an der Organisation des Aufstands vom 30. November 1956 in Santiago de Cuba teil, der zur Unterstützung der Landung der Guerillakämpfer mit der Yacht Granma auf Kuba gedacht war. Ebenso war er Teilnehmer an der ersten Zusammenkunft zwischen den einerseits im städtischen Untergrund und andererseits im Guerillakrieg kämpfenden Teilen der Bewegung des 26. Juli in der Sierra Maestra am 17. Februar 1957. Er gehörte dem in der Folge von País aufgebauten Nationalen Direktorium der Bewegung an. Nach dem Anschlag des parallel gegen Batista kämpfenden „Revolutionären Direktoriums“ (Directorio Revolucionario) auf den Präsidentenpalast im März 1957 wurde Hart gemeinsam mit anderen Untergrundkämpfern verhaftet, ohne an der Aktion beteiligt gewesen zu sein. Er wurde zu einem Jahr Freiheitsentzug verurteilt, allerdings gelang ihm bei einer Anhörung die Flucht. Nach dem Tod País’ im Juli 1957 wechselte Hart von Havanna in das Hauptquartier der Bewegung nach Santiago und übernahm die Funktion des nationalen Organisationschefs. In dieser Rolle war er für die Koordination sämtlicher Aktionen der Bewegung im Untergrund sowie im Exil zuständig. Zusätzlich vertrat er die Bewegung in ihren Verhandlungen mit dem Verband der zivilgesellschaftlichen Institutionen (Instituciones Cívicas) über deren Beteiligung an einer Übergangsregierung für die Zeit nach dem gemeinsam erhofften Sturz Batistas. Im August 1958 wurde er erneut verhaftet und zu einer Gefängnisstrafe auf der Pinieninsel verurteilt, wo er bis zur Flucht Batistas inhaftiert blieb.
Ab dem 1. Januar 1959 nahm er verschiedene Aufgaben wahr: Erziehungsminister (1959–1965), Organisationssekretär der PCC (Kommunistische Partei Kubas) (1965–1970), Erster Parteisekretär in der Provinz Oriente, Mitglied des Zentralkomitees und Mitglied des Politbüros der PCC, Mitglied des Staatsrates, Kultusminister (1976–1997). Er war verheiratet mit der Revolutionärin Haydée Santamaría und hatte zwei Kinder (Celia Hart Santamaría, Abel Hart Santamaría), die beide im Zuge eines Verkehrsunfalls während eines Hurrikans am 7. September 2008 ums Leben kamen.
Das besondere Verdienst Harts in seiner langen Zeit als Erziehungs- und Kultusminister war das Vorantreiben der Alphabetisierungskampagnen, so dass Kuba heute die geringste Analphabetenquote in ganz Lateinamerika aufweist (2001: m 3%, w3%).
Bereits 1959, in den ersten Monaten von Harts Amtszeit als Bildungsminister, wurde die traditionelle Selbstverwaltung der kubanischen Universitäten außer Kraft gesetzt, die 1940 nach langen Kämpfen der Studentenbewegung in der kubanischen Verfassung verankert worden war. Die Wiedereinsetzung der international als vorbildlich anerkannten Verfassung war eines der Hauptversprechen von Fidel Castro vor dem Sturz Batistas und seiner Machtergreifung gewesen. Stattdessen wurde das gesamte Bildungswesen einschließlich des bis dahin unabhängigen Studentenverbandes (FEU) der vollständigen Regierungskontrolle unterworfen. Die Universitäten verloren damit ihre traditionelle Rolle als eine der zentralen unabhängigen Stützen der kubanischen Zivilgesellschaft. Gleichzeitig erfolgte eine durchgreifende Politisierung: Mit der Hochschulreform von 1962 wurde das bis heute gültige Prinzip etabliert, dass die Hochschulen ausschließlich für „Revolutionäre“ zugänglich seien, womit in den folgenden Jahrzehnten zahlreiche Ausschlüsse der Regierungskritik beschuldigter Kubaner aus Studium, Forschung und Lehre begründet wurde. Der Fachbereich Politikwissenschaften der Universität Havanna wurde für Mitglieder der Kommunistischen Partei und ihres Jugendverbands UJC reserviert, Hart erklärte das Studium des Marxismus-Leninismus für alle Universitätsstudenten des Landes für obligatorisch. 1964 führte Hart stark praxisorientierte Fachhochschulen ein, wobei er eng dem Vorbild der Sowjetunion folgte, die er 1961 bereist hatte.
Ab Februar 1997 war er Direktor des Büros des Programa Martiano (nach José Martí). Er starb am 26. November 2017 an Atemversagen.

## Veröffentlichungen (Auswahl)
- Del trabajo cultural. 1978 (spanisch)
- Cambiar las reglas del juego. 1983 (spanisch)
  - Die Spielregeln ändern: Kulturpolitik im Sozialismus. Weltkreis, Köln 1987
- Cultura en revolución. 1990 (spanisch)
- Cubanía, cultura y política. 1993 (spanisch)
- Perfiles: figuras cubanas. 1995 (spanisch)
- Aldabonazo: En la clandestinidad revolucionaria cubana, 1952-58 Letras Cubanas, Havanna 1997 (spanisch)